# Jakabfalva község
Jakabfalva község (románul: Comuna Iacobeni) község Szeben megyében, Romániában. Központja Jakabfalva, beosztott falvai Netus, Prépostfalva, Százhalom, Újváros.

## Fekvése
Szeben megye keleti részén, a Hortobágy folyó völgyében található.

## Népessége
1850-től a népesség alábbiak szerint alakult:
| Lakosok száma | 3924 | 3613 | 3960 | 3737 | 4192 | 3641 | 2417 | 2665 | 2757 | 2780 |
|               | 1850 | 1880 | 1900 | 1920 | 1941 | 1977 | 1992 | 2002 | 2011 | 2021 |

A 2011-es népszámlálás adatai alapján a község népessége 2757 fő volt, melynek 58,58%-a román, 34,68%-a roma és 1,23%-a német. Vallási hovatartozás szempontjából a lakosság 85,64%-a ortodox, 7,33%-a pünkösdista, 1,05%-a evangélikus.

## Nevezetességei
A község területéről az alábbi épületek szerepelnek a romániai műemlékek jegyzékében:
- a jakabfalvi erődtemplom (SB-II-a-A-12402)
- Jakabfalva történelmi központja (SB-II-a-B-12401)
- a netusi erődtemplom(wd) (SB-II-a-A-12477)
- a netusi Szent Péter és Pál apostolok fatemplom(wd) (SB-II-m-B-12478)
- Netus és Prépostfalva megállóhelyek, a Nagyszeben–Szentágota keskeny nyomtávú vasút részei (SB-II-m-B-20923.04 és 05)
- a prépostfalvi erődtemplom (SB-II-a-A-12555)
- a százhalomi erődtemplom (SB-II-a-B-12474)
- a százhalomi Szent Miklós-templom (SB-II-m-B-12475)
- az újvárosi erődtemplom(wd) (SB-II-a-B-12484)